# Бекарда маскова
Бекарда маскова (Tityra semifasciata) — вид горобцеподібних птахів родини бекардових (Tityridae).

## Поширення
Вид мешкає в лісах від Мексики, через Центральну Америку, до північно-західної та центральної частин Південної Америки (на південь до Парагваю).

## Опис
Дрібний птах завдовжки 20-22 см, вагою 60-70 г. Самець зверху тьмяно-білий, а знизу чисто білий. Верхівка голови, кермові та первинні та вторинні криючі крил чорного кольору. Решта крила сріблясто-сірого кольору. У самиць чорний колір заміняється темно-коричневим, а спина та живіт сірі з темними прожилками. Обидві статі мають червоний неоперений шкірний наріст навколо очей. Райдужина чорнувата; дзьоб червоний біля основи з чорним кінчиком. Ноги коричневі.

## Спосіб життя
Харчується переважно плодами середнього розміру, хоча іноді також споживає комах. Гніздиться в дупі на дереві, зазвичай у покинутому гнізді дятла, або в кроні сухої пальми. Самиця відкладає три яйця рожевого кольору з коричневими плямами, які вона висиджує майже три тижні. Обидва батьки годують пташенят, які залишають гніздо через три тижні.

## Підвиди
Таксон включає 8 підвидів:
- Tityra semifasciata columbiana Ridgway, 1906
- Tityra semifasciata costaricensis Ridgway, 1906
- Tityra semifasciata fortis Berlepsch & Stolzmann, 1896
- Tityra semifasciata griseiceps Ridgway, 1888
- Tityra semifasciata hannumi van Rossem & Hachisuka, 1937
- Tityra semifasciata nigriceps Allen, 1888
- Tityra semifasciata personata Jardine & Selby, 1827
- Tityra semifasciata semifasciata (von Spix, 1825)